# Isole Shetland
Le isole Shetland (/ˈʃɛtland/, in inglese [ˈʃɛtlənd]; dall'antico scozzese Ȝetland, in inglese e scots Shetland Islands, in norn Hjaltland, in gaelico scozzese Inse Shealtainn) sono un arcipelago sub-artico della Scozia che sorge a nord-est dell'isola della Gran Bretagna e costituisce parte del Regno Unito.
Le isole si trovano a circa 80 km a nord-est delle isole Orcadi e a circa 280 km a sud-est delle isole Faroe, e formano parte della divisione esistente tra l'Oceano Atlantico ad ovest e il Mare del Nord ad est. L'area totale delle isole ammonta a 1 466 km² e la popolazione totale del 2012 era di 23 210 persone.
Sono rappresentate alla Camera dei Comuni del Regno Unito all'interno del collegio Orkney and Shetland, insieme alle isole Orcadi, mentre al Parlamento scozzese sono rappresentate separatamente dalle Orcadi, all'interno del collegio "Shetland". Le isole sono anche una delle 32 Council areas scozzesi; il centro amministrativo dell'arcipelago e unico burgh è Lerwick, che è anche il capoluogo delle Shetland fin dal 1708; in precedenza, Scalloway deteneva questo titolo. Le isole sono anche cerimonialmente una Liutenancy area del Regno Unito.
L'isola più estesa, conosciuta semplicemente come Mainland, ha un'area di 967 km², il che la rende la terza isola maggiore della Scozia e la quinta maggiore delle isole britanniche; oltre a Mainland, altre 15 isole sono abitate. L'arcipelago gode di un clima oceanico, ha una geologia complessa, una costa molto indentata ricca di fiordi e dolci colline: il rilievo più alto è Ronas Hill (450 m).
Le isole sono abitate da esseri umani sin dal Mesolitico, e i primi riferimenti scritti risalgono all'antica Roma. Nel corso dell'Alto Medioevo le Shetland furono dominate da influenze scandinave, specialmente dalla Norvegia, e non divennero parte della Scozia fino al XV secolo. Quando la Scozia divenne parte del Regno di Gran Bretagna nel 1707, i commerci con l'Europa settentrionale diminuirono, ma la pesca continuò a rivestire un ruolo fondamentale nell'economia fino al giorno d'oggi. La scoperta del petrolio nel Mare del Nord negli anni '70 ha dato nuova linfa all'economia, all'occupazione e al settore pubblico.
Lo stile di vita locale riflette le tradizioni norrene e scozzesi, tra cui emerge il festival del fuoco Up Helly Aa. Molto sentita è anche la tradizione musicale, in particolare lo stile fiddle. Le isole hanno dato i natali a una grande varietà di scrittori di prosa e poesia, molti dei quali utilizzano il dialetto locale. Vi sono diverse aree dove la fauna e la flora sono protette, tra cui molti siti di riproduzione degli uccelli. Il cavallo delle Shetland e il cane pastore delle Shetland sono due famosissime razze originarie del luogo.
Il motto delle isole, che appare nello stemma araldico del Consiglio, è Með lögum skal land byggja. Questa frase islandese è tratta dalla Legge Basica danese del 1241, Jyske Lov, ed è anche menzionato nella Njáls saga; significa "la terra dovrà fondarsi sulla legge". Un tempo il nome era scritto Zetland, e nell'antichità le isole erano chiamate Hjaltland.

## Geografia

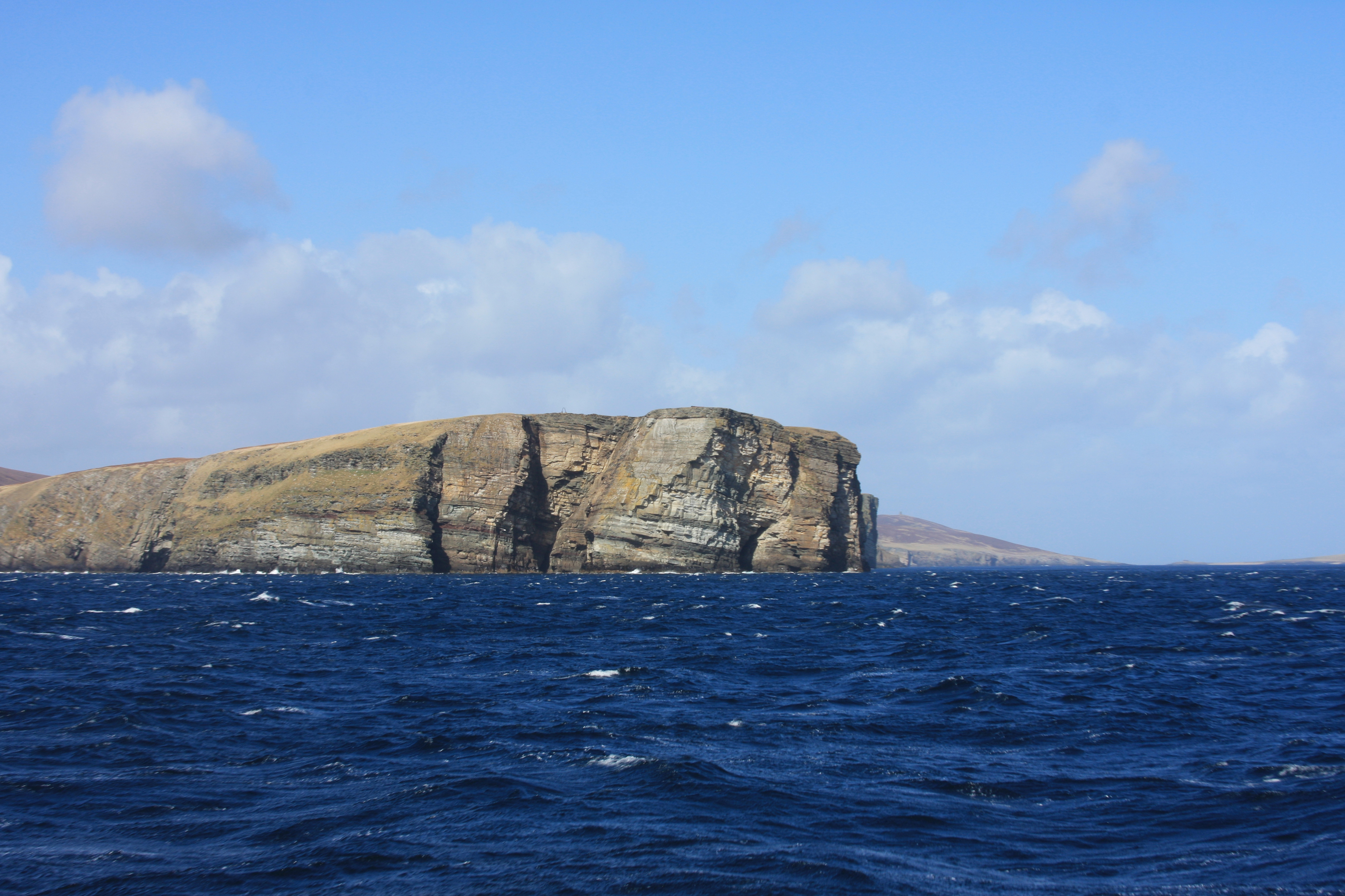
Veduta della costa fuori Lerwick

Le Shetland si trovano a circa 170 km a nord della terraferma scozzese, e coprono un'area di 1 468 km², con una costa di 2 702 km di lunghezza. Lerwick, capitale nonché maggiore insediamento abitato, ha una popolazione di 6 958 abitanti e poco meno d'un terzo della popolazione dell'arcipelago (23 167 persone) vive entro 16 km dalla città. Scalloway, sulla costa ovest, fu la capitale fino al 1708, e ha una popolazione di meno di 1 000 persone.

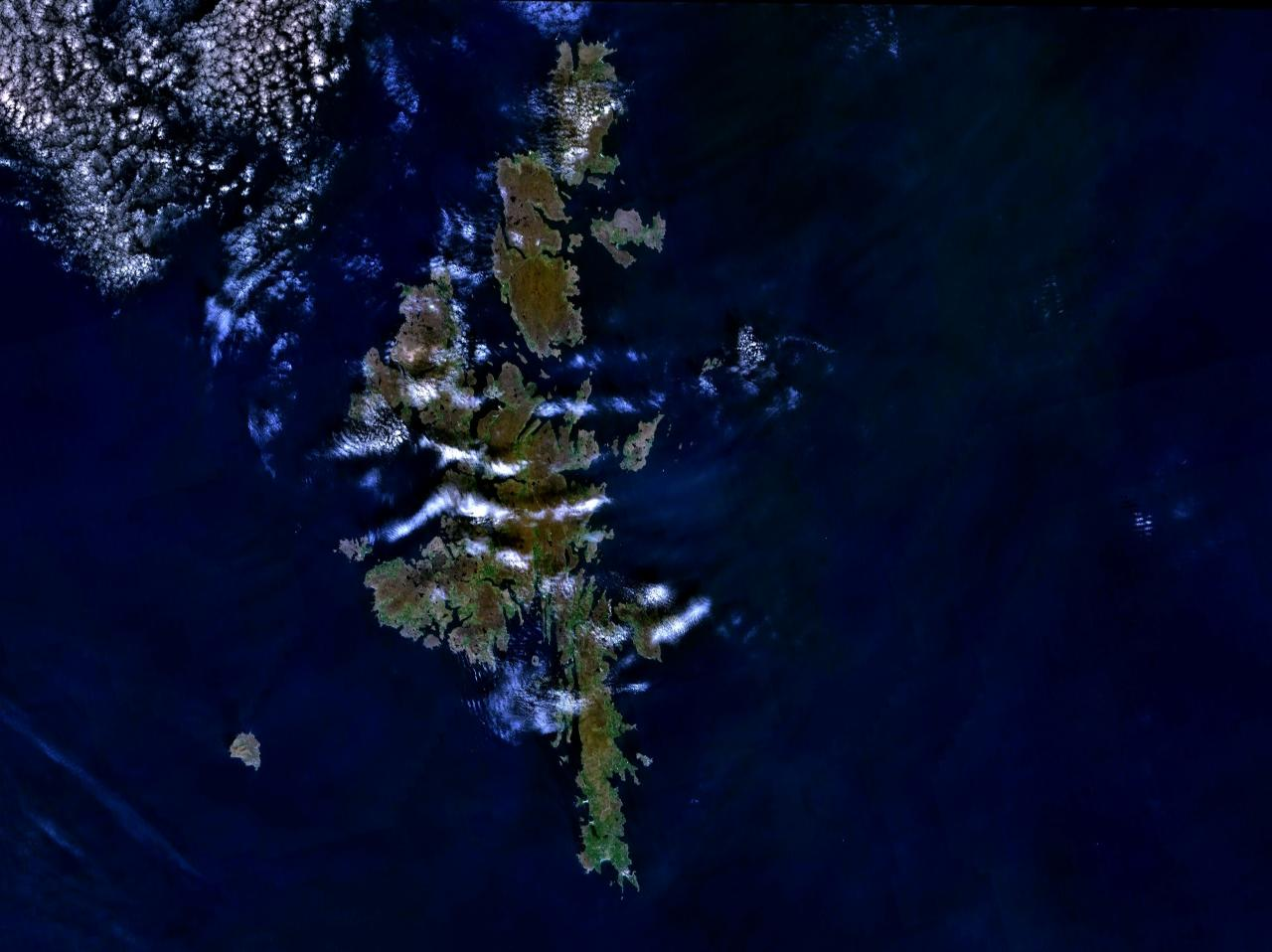
Le isole Shetland viste dal satellite

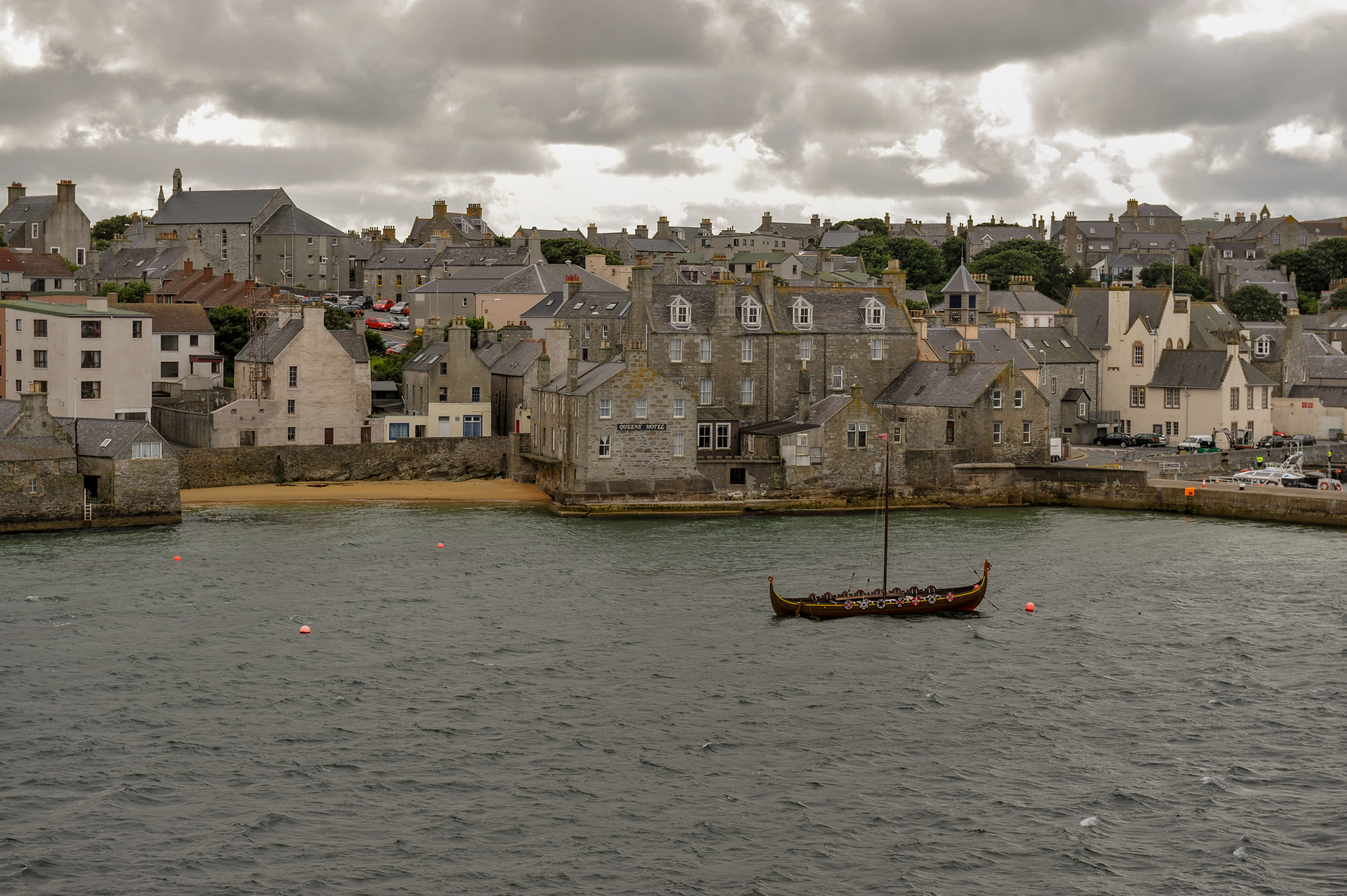
Lerwick, il maggiore centro abitato delle Shetland.

Solo 16 delle circa 100 isole sono abitate; l'isola principale del gruppo è conosciuta come Mainland e, tra le maggiori, Yell, Unst e Fetlar sorgono a nord, mentre Bressay e Whalsay si trovano ad est. East e West Burra, Muckle Roe, Papa Stour, Trondra e Vaila sono isole minori situate ad ovest di Mainland. Le altre isole abitate sono Foula, a 28 km ad ovest di Walls, Fair Isle a 38 km a sud-ovest di Sumburgh Head e le Outer Skerries ad est.
Le isole disabitate comprendono Mousa, conosciuta per il broch di Mousa, l'esempio meglio conservato in Scozia delle torri rotonde dell'età del ferro, St Ninian's Isle,connessa a Mainland tramite il più grande tombolo del Regno Unito e Out Stack, il punto più a nord delle isole britanniche. La posizione delle Shetland implica diversi primati: Muness è il castello più settentrionale del Regno Unito, e Skaw risulta essere l'insediamento abitato più a nord. La geologia delle Shetland è complessa, con numerose faglie e pieghe. Queste isole sono l'avamposto settentrionale dell'orogenesi caledoniana e vi sono affioramenti di rocce metamorfiche Lewisiane, Daldariane e di Moine, con storie simili alle loro equivalenti della terraferma scozzese. Vi sono anche depositi di Old Red Sandstone e instrusioni granitiche; le caratteristiche più distintive sono rappresentate dall'ofiolite basica, peridotite e gabbro su Unst e Fetlar, che costituiscono i resti dell'Oceano Giapeto. Gran parte dell'economia delle Shetland dipende dai sedimenti ricchi di petrolio nei mari circostanti. Nell'era post-glaciale, circa nel 8150 avanti Cristo, le isole furono colpite da tsunami alti fino a 20 metri causati dalla frana di Storegga, un'immensa valanga sottomarina al largo delle coste norvegesi.
Il punto più alto delle Shetland è Ronas Hill, un marilyn sull'isola di Mainland, che raggiunge solamente i 450 metri di altezza sul livello del mare. Le glaciazioni del Pleistocene coprono interamente le isole; durante questo periodo, le Stanes of Stofast, un masso erratico di 2 000 tonnellate, raggiunse la sua posizione attuale sulla cima di una collina a Lunnasting.
Le Shetland sono un'area nazionale scenica che, diversamente dal solito, è costituita da diverse località distinte: Fair Isle, Foula, South West Mainland (incluse le isole Scalloway), Muckle Roe, Esha Ness, Fethaland e Herma Ness.

### Clima
Le Shetland hanno un clima oceanico temperato marittimo, e confinano con la zona subpolare, con inverni lunghi ma freschi e estati corte e miti. Il clima, durante tutto l'anno, è moderato a causa dell'influenza delle aree circostanti, con temperature massime medie di 7 °C a marzo e 18 °C a luglio ed agosto. Temperature oltre i 25 °C sono molto rare; la più alta temperatura registrata è stata 28,4 °C nel luglio 1991 e la più bassa è stata −8,9 °C nel gennaio 1952 e gennaio 1959. Il periodo senza ghiacci può accorciarsi fino a tre mesi. In contrasto, le aree interne della vicina Scandinavia a latitudini simili registrano differenze di temperatura maggiori tra inverno ed estate, con le massime medie di luglio comparabili al record di sempre di Lerwick, intorno ai 23 °C, dimostrando ulteriormente l'effetto moderante dell'Oceano Atlantico. In contrasto, gli inverni sono considerevolmente più miti rispetto a quelli delle vicine aree continentali, comparabili addirittura alle temperature invernali di Inghilterra e Galles che si trovano molto più a sud.
Il carattere generale del clima è ventoso e nuvoloso con almeno 2 mm di pioggia al giorno in oltre 250 giorni l'anno. Le precipitazioni medie sono intorno ai 1003 mm l'anno, con novembre e dicembre che risultano i mesi più umidi. La neve si trova solitamente nei mesi tra novembre e febbraio e raramente rimane sul terreno per più di un giorno. I mesi meno piovosi vanno da aprile ad agosto, anche se nessun mese conta meno di 50 mm di precipitazioni. La nebbia è comune nei mesi estivi a causa dell'effetto rinfrescante del mare sulle correnti miti che provengono da sud.
A causa della latitudine delle isole, nelle notti invernali serene può essere osservata l'aurora boreale, mentre in estate vi è quasi un crepuscolo perenne, che localmente viene chiamato "simmer dim". Le ore di sole annuale ammontano a circa 1 110, il che rende molto comuni i giorni nuvolosi.

### Luoghi notevoli
- Clickimin broch
- Fort Charlotte
- Jarlshof - sito archeologico
- Mavis Grind
- Broch di Mousa

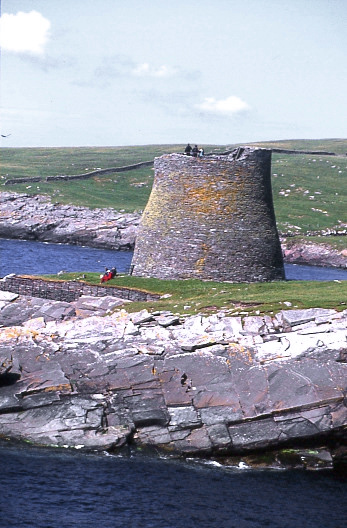
Broch di Mousa

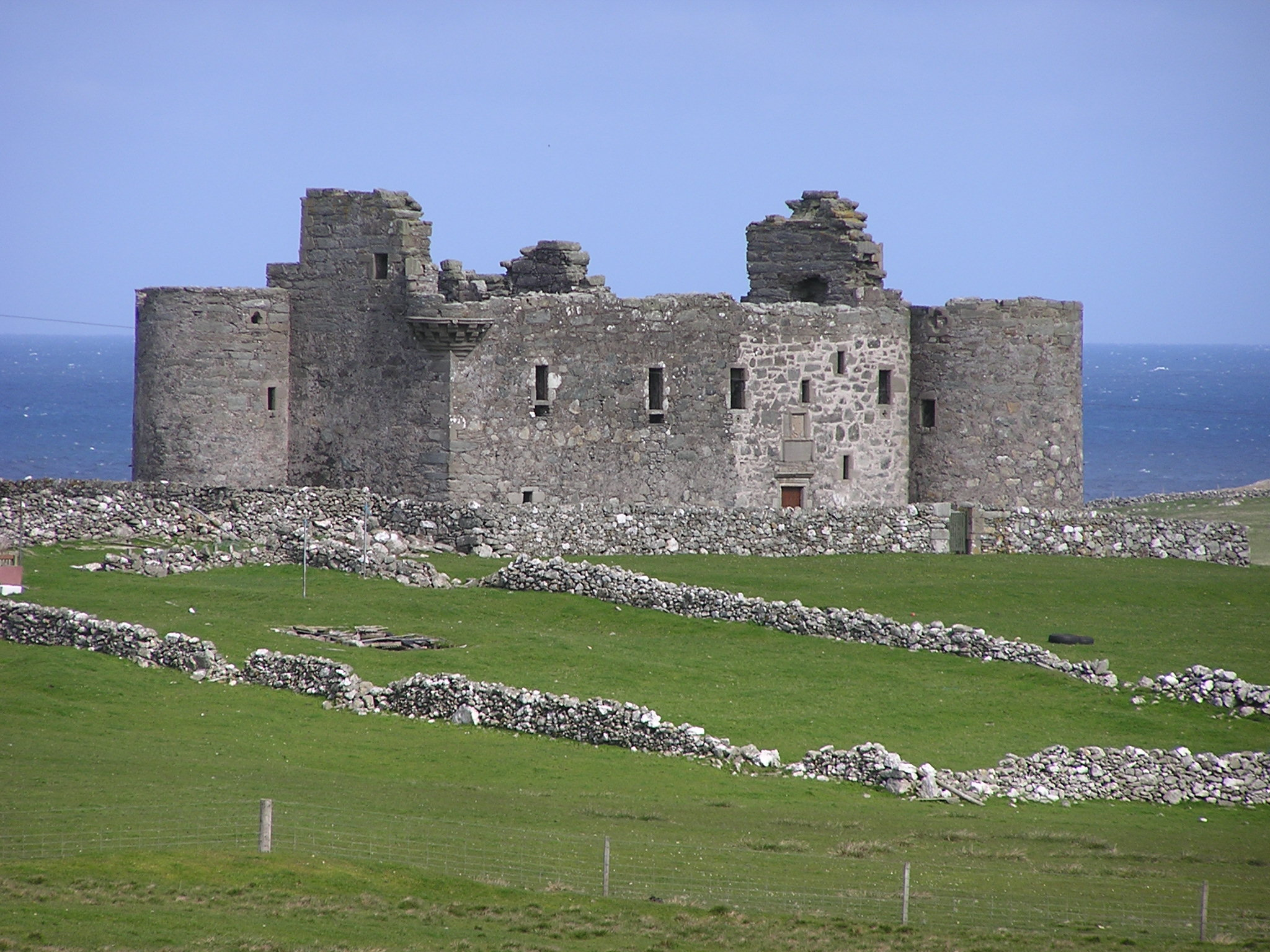
Il Castello di Muness

- Muness Castle - il castello più a nord del Regno Unito
- Old Scatness - sito archeologico
- Scalloway Castle
- St Ninian's Isle
- Sullom Voe - terminale petrolifero
- Sumburgh Head
- Skaw - lo stanziamento più settentrionale del Regno Unito (60° 49.6192′ N 0° 47.4447′ W)

## Storia
Il nome antico in lingua gaelica scozzese delle isole Shetland (Innse Cat, "Isole del popolo dei Cat") fa pensare che gli abitanti originali facessero parte dello stesso gruppo tribale che abitava il Caithness (il "Promontorio del Popolo dei Cat",) e il Sutherland (Cataibh, la "terra del popolo dei Cat").
Intorno al VII secolo vi giunsero i monaci missionari celti che iniziarono a convertire la popolazione al Cristianesimo.
Verso il IX secolo le isole furono invase dai Vichinghi e divennero una colonia norvegese per circa 500 anni, ma la proprietà delle Shetland, insieme alle Orcadi, passò alla corona di Scozia il 20 febbraio 1472 in conseguenza del mancato pagamento della dote per il matrimonio di Margherita di Danimarca con il re di Scozia Giacomo III Stuart. I successivi tentativi da parte dei Norvegesi di saldare il debito e di riacquistare le isole vennero ignorati, inclusa l'ultima offerta norvegese dei primi anni del XX secolo. È comunque da rilevare che un'ampia fascia della popolazione ancora oggi è molto più legata alle origini scandinave che non alla Scozia.

### Etimologia
Nel 43 d.c. e nel 77 d.c. gli scrittori romani Pomponio Mela e Plinio il Vecchio parlano di sette isole che chiamano, rispettivamente, Haemodae e Acmodae, che potrebbero identificarsi con le Shetland. Un altro possibile riferimento scritto alle isole è di Tacito e risale al 98 d.C., dopo la descrizione e la scoperta delle isole Orcadi, che la flotta romana ha identificato come la mitica Thule.
Nell'antica letteratura irlandese si fa riferimento alle Shetland come Inse Catt, "Isole dei Cat", tribù pittica locale (il cui nome non ha nulla a che vedere con la parola germanica per "gatto", cat nell'inglese), che potrebbe essere stato il nome pre-norreno delle isole. La tribù dei Cat occupò anche parte della Scozia settentrionale e il loro nome si ritrova in Caithness e nel nome gaelico per il Sutherland, Cataibh, che significa: "tra i Cat".
Una prima attestazione del nome antico delle Shetland è l'aggettivazione latina Hetlandensis ("hetlandese") risalente al 1190, dal norreno e norn Hetland nel 1431 e poi Hjaltland nel XVI secolo. È possibile che il nome della tribù dei Cat in pittico fu la base del nome norreno, ma il termine norreno hjalt significa "elsa" (cf. inglese hilt), per cui Hjaltland significa "Terra dell'Elsa".
La lingua norn, lingua norrena parlata dagli abitanti delle Shetland nel periodo germanico post-pittico, fu gradualmente rimpiazzata dalla lingua scozzese, e Hjaltland diventò Ȝetland. L'iniziale è la lettera yogh dello scozzese medio, la cui pronuncia è quasi identica all'originale suono norn hj. Quando la lettera yogh cadde in disuso, fu spesso rimpiazzata dalla simile lettera z, diventando quindi Zetland ("Zetlandia"), forma usata per descrivere il consiglio di contea delle Shetland fino al 1975.
La maggior parte delle isole ha un proprio nome norreno, sebbene l'origine di essi sia oscura e potrebbe essere pre-norrena, probabilmente pittica o pre-celtica.

### L'autobus delle Shetland
Durante la seconda guerra mondiale alcune navi provenienti dalle isole Shetland fornirono un servizio di soccorso clandestino alla Norvegia occupata dalle truppe della Germania; questa serie di operazioni venne chiamata l'"autobus delle Shetland" ("the Shetland Bus").
Inizialmente si trattò di un gran numero di piccole barche da pesca, ma in seguito si aggiunsero tre piccole navi caccia-sottomarini di fabbricazione statunitense: il Vigra, l'Hitra e l'Hessa. Il caccia-sottomarini Hitra ha resistito alla guerra ed è adibito come nave museo. Dall'estate del 1942 il servizio di soccorso venne ufficialmente denominato come Unità navale norvegese indipendente (NOR.N.U.)
I viaggi di attraversamento del Mare del Nord vennero fatti principalmente in inverno per facilitare il raggiungimento della costa norvegese coperti dall'oscurità della notte artica. Ciò significa che gli equipaggi e i passeggeri dovettero sopportare pesantissime condizioni climatiche e di mare, senza luci, con il rischio costante di essere scoperti da aerei o navi tedesche in ricognizione. Vi era inoltre la possibilità di essere catturati mentre compivano la loro missione sulla costa norvegese. Tuttavia, fu subito deciso che il mascheramento sarebbe stato la migliore difesa: le barche vennero camuffate da pescherecci e gli equipaggi da pescatori. L'operazione fu costantemente sotto la minaccia delle forze d'occupazione tedesche, e diverse missioni fallirono: la tragedia di Telavåg  è il caso più tristemente conosciuto.
Parecchie barche da pesca andarono perdute nelle prime operazioni, ma dopo l'arrivo dei tre caccia-sottomarini, veloci e adeguatamente armati, non ci furono più perdite durante i viaggi.
Leif Larsen (popolarmente conosciuto come "Shetland Larsen") fu forse il più famoso tra i partecipanti alle operazioni. In tutto egli compì 52 viaggi tra le isole Shetland e la Norvegia, diventando l'ufficiale navale alleato maggiormente decorato della seconda guerra mondiale.

## Economia

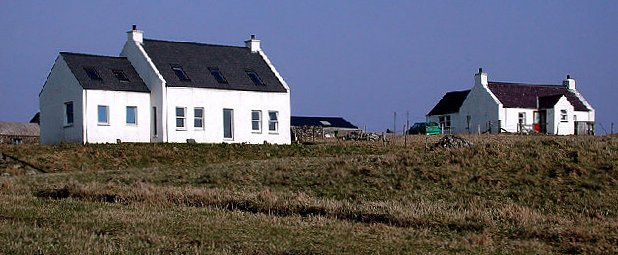
Cascine per il crofting sull'isola di Fair

Tradizionalmente, le attività economiche principali nelle isole Shetland sono sempre state l'agricoltura e l'allevamento.
Le piante coltivate includono l'avena e l'orzo, oltre a diversi ortaggi; tuttavia, il clima oceanico fresco e umido, il suolo sterile, la scarsa insolazione e la forte esposizione al vento creano un ambiente molto rigido per la maggior parte delle piante, permettendo un'agricoltura molto limitata. Il crofting, la coltivazione di piccoli appezzamenti di terreno in base a un limitato diritto di usufrutto, è tuttora praticato e visto come una tradizione fondamentale delle Shetland, oltre che un'importante fonte di reddito.
Maggiore importanza hanno l'allevamento e la pesca. Il primo in particolare ha fornito delle specie assai conosciute ed apprezzate, come la pecora Shetland, dalla lana molto soffice e bella, insieme al cane da pastore (Cane da pastore scozzese Shetland) e al pony delle Shetland.
Un'attività industriale molto importante, collegata all'allevamento delle pecore, è la lavorazione della lana.

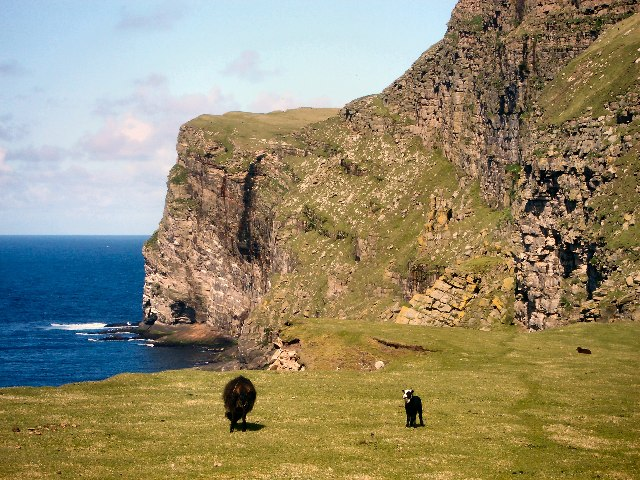
Le scogliere sull'isola di Foula

Più di recente, la scoperta nel XX secolo di giacimenti di petrolio nel Mare del Nord ad est delle isole ha procurato una fonte alternativa di reddito di grande importanza. Il "Bacino delle Shetland Orientali" si sta rivelando come uno dei giacimenti petroliferi più grandi d'Europa. Il petrolio estratto viene scaricato al terminal di Sullom Voe nelle Shetland.
I settori economici di maggiore importanza e sviluppo nelle isole Shetland sono quindi:
- l'allevamento
- la pesca
- la lavorazione della lana
- l'agricoltura
- l'acquacoltura

## Società

### Lingue e dialetti
La lingua originariamente parlata nelle isole Shetland, il pitto, fu sostituita dall'antico norvegese, da cui si sviluppò il norn, che a sua volta fu rimpiazzato dal dialetto delle Shetland, una variante locale dello scots, che attualmente sta scomparendo per lasciare posto all'"anglo-scozzese", la lingua inglese standard parlata in Scozia. Tuttavia, l'eredità del Norn resta nella grammatica e in un certo numero di parole, rendendo il dialetto delle isole Shetland peculiare e distinto dall'inglese parlato in Scozia.
Quando il norn venne gradualmente soppiantato dallo scots, il nome originario di provenienza scandinava delle isole, Hjaltland ("terra alta") divenne jetland (la lettera iniziale era l'antica lettera della lingua scots, yogh, che suonava quasi identica al suono originale scandinavo, hj). Quando la lettera yogh finì per scomparire, venne spesso sostituita con la lettera graficamente somigliante z, da cui derivò la grafia del nome Zetland, la forma usata per denominare prima del 1975 l'originale contea delle Shetland. Successivamente, la grafia venne uniformata alla pronuncia ormai comune del nome delle isole, e divenne quella attuale.

## Infrastrutture e trasporti

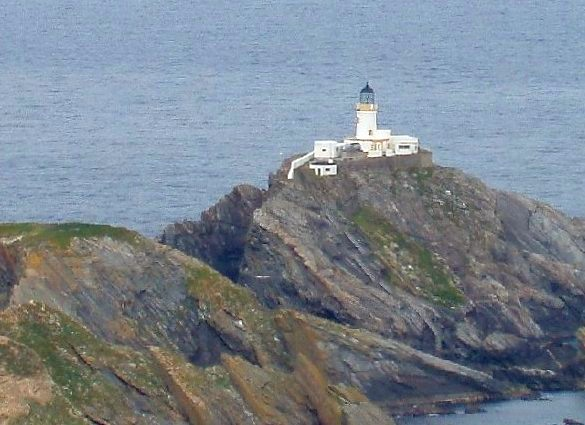
Il faro sull'isola di Muckle Flugga

I trasporti tra le isole si svolgono principalmente attraverso servizi di traghetti, forniti principalmente dalla società Shetland Islands Council Ferries (solitamente abbreviata in SIC Ferries). Vi è inoltre un servizio regolare tra Lerwick ed Aberdeen, operato dalla NorthLink Ferries con una traversata di circa 12 ore; alcune corse fanno scalo anche a Kirkwall, nelle Orcadi, per ulteriori due ore di tragitto.
Il principale aeroporto delle Shetland è il Sumburgh Airport, vicino a Sumburgh Head, circa 40 km a sud di Lerwick. La compagnia low-cost Loganair opera, per conto di Flybe, circa dieci voli giornalieri per Kirkwall, Aberdeen, Inverness, Glasgow ed Edimburgo.
Altri due aeroporti sono il Tingwall Airport, che sorge a 11 km circa ad ovest di Lerwick ed è dedicato principalmente a voli interni alle Shetland, e lo Scatsta Airport vicino a Sullom Voe, che ospita voli charter da Aberdeen.

## Mezzi di comunicazione
Le isole Shetland possiedono solamente un giornale locale a cadenza settimanale, "The Shetland Times", pubblicato ogni venerdì.
"Radio Shetland", la sezione locale distaccata di "BBC Radio Scotland", e SIBC, una stazione radio commerciale, trasmettono quotidianamente.
Tra le nuove fonti di comunicazione e informazione vi è The Shetland News, un quotidiano on-line: esso è attivo dal 23 novembre 1995, data che segnò la pietra miliare ("Web hyperlink debacle" Archiviato il 17 febbraio 2014 in Internet Archive.) per lo "Shetland Times" mettendolo in primo piano all'attenzione di tutto il Regno Unito. Se lo "Shetland Times" avesse vinto la causa contro lo "Shetland News", la crescita e lo sviluppo di Internet nel Regno Unito sarebbero stati soffocati.

## Nella cultura di massa

### Al cinema e in televisione

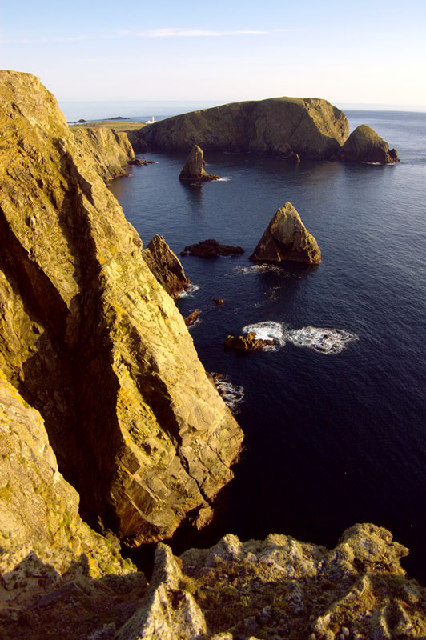
Le scogliere occidentali dell'isola di Fair

- The Edge of the World (1937) - descrive la drammatica evacuazione di un'isola e la tragedia da essa derivata. Il regista Michael Powell girò il film basandosi sulla storia vera dell'evacuazione degli ultimi 36 abitanti della lontana isola di Saint Kilda, avvenuta il 29 agosto 1930. Saint Kilda è situata nell'Oceano Atlantico, a 10 miglia (16 chilometri) dalla costa occidentale della Scozia, ad ovest delle isole Ebridi esterne; gli abitanti parlavano una lingua gaelica. Powell non ottenne il permesso di girare sul posto, ma decise imperterrito di trovare un luogo adatto alle riprese e riuscì infine a girare il film in soli quattro mesi durante l'estate del 1936, sull'isola di Foula, nelle Shetland. Nonostante il fatto che gli abitanti di Foula parlassero il dialetto delle Shetland, di derivazione norvegese, il film non perde nulla del suo valore artistico.
- Return To The Edge Of The World (1978) - un documentario che per l'occasione riunisce 40 anni dopo il cast e la troupe cinematografica del precedente film ed è una nuova visita all'isola, per una nuova riflessione sugli avvenimenti del passato in relazione al presente.
- The Rugged Island: A Shetland Lyric (1934)
- Devil's Gate (2003).
- It's Nice Up North (2006) - documentario in forma di commedia con Graham Fellows nella parte di John Shuttleworth.
- Misteri Nascosti (2016) - thriller ambientato sulle isole Shetland,che si basa anche su antiche leggende scozzesi.
- Shetland - serie televisiva britannica prodotta da ITV per la BBC, trasmessa dal 10 marzo 2013 su BBC One e basata sui personaggi creati da Ann Cleeves. In Italia, la serie va in onda dal 15 marzo 2018 su Giallo.